# Kodiak National Wildlife Refuge
Das Kodiak National Wildlife Refuge ist ein 1941 gegründetes, 8055 km² großes Schutzgebiet des National Wildlife Refuge Systems auf der Kodiak-Insel im Golf von Alaska im US-Bundesstaat Alaska. Es wird von der Weltnaturschutzunion in der Kategorie IV (Biotop- und Artenschutzgebiet) geführt.
Das Refugium erstreckt sich über den südwestlichen Teil von Kodiak und beinhaltet die Inseln Uganik, Ban und den Red-Peak-Bereich von Afognak. Es bietet unterschiedlichste Landschaften und Lebensräume von Küstengebieten über fjordartige Buchten, Seen, Sümpfe und Moore bis zu Bergen, die eine Höhe von 1200 m erreichen. Fichtenwälder bedecken die Niederungen an der Ostküste, während im Westen Tundra vorherrscht.

## Tierwelt

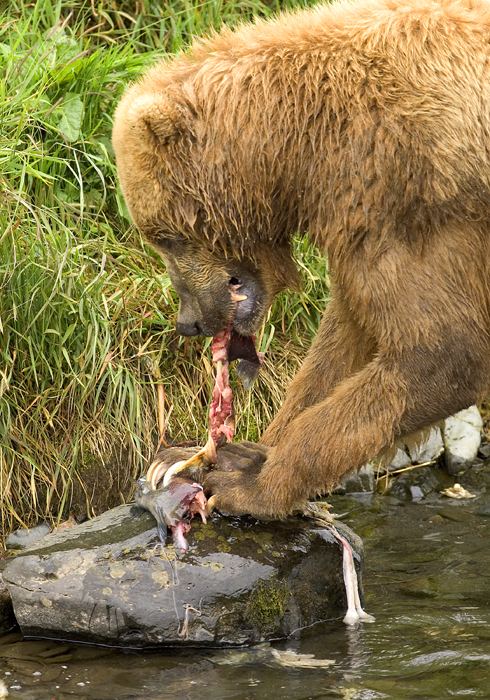
Lachs fressender Kodiakbär

Das Schutzgebiet ist Lebensraum für über 2000 Braunbären und etwa 600 Weißkopfseeadlerpaare. Mehr als 250 Vogelarten leben im Bereich des Refugiums oder halten sich während des Vogelzugs vorübergehend dort auf. In den Küstengewässern überwintern über 1,5 Millionen Seevögel.
In den Flüssen des Refugiums sind alle fünf nordamerikanischen Lachsarten beheimatet. Im Schutzgebiet gibt es 117 voneinander unabhängige Gewässersysteme mit einer Größe von zwei bis 600 Quadratkilometer, die vielfältige Lebensräume für eine der größten Artenvielfalten im pazifischen Nordwesten bieten.
160 der 238 auf dem Kodiak-Archipel vorkommenden Vogelarten sind innerhalb der Grenzen des Schutzgebiets zu finden, 100 davon nisten auch dort. Obwohl Kodiak nicht auf einer Vogelzugroute liegt, kann eine Vielzahl unterschiedlicher Zugvogelarten, wenn auch in geringer Anzahl, im Schutzgebiet beobachtet werden.

## Geschichte
Das Kodiak National Wildlife Refuge wurde am 19. August 1941 mit einer Fläche von knapp über 8000 km² gegründet. Ein schmaler Küstenstreifen blieb jedoch in der öffentlichen Hand. Dieser Küstenstreifen fiel 1958 dem Gebiet des Refugiums zu, gleichzeitig wurden jedoch zwei Halbinseln im Norden dem Schutzgebiet entnommen, was die Gesamtfläche auf 7365 km² schrumpfen ließ.
1971 übertrug der Alaska Native Claims Settlement Act 1255 km² des Schutzgebiets in den Besitz der indigenen Ureinwohner. 1975 und 1980 fielen Gebiete auf den vorgelagerten Inseln dem Refuge zu. In den 1990ern vergrößerte sich die Fläche durch Zukäufe und Spenden um weitere 1110 km² auf die heutigen 8055 km².